# 고성 옥천사 동종
고성 옥천사 동종(固城 玉泉寺 銅鐘)은 대한민국 경상남도 고성군 개천면 북평리, 옥천사에 있는 조선시대의 종이다.
1972년 2월 12일 경상남도의 유형문화재 제60호 옥천사 대종으로 지정되었다가, 2018년 12월 20일 현재의 명칭으로 변경되었다.

## 개요
조선시대 청동으로 만든 높이 110cm, 입 지름 82.5cm의 종이다.
종을 매는 용뉴에는 두 마리의 용이 서로 등지고 앉아, 여의주를 물고 하늘로 오를 듯한 모습을 하고 있다. 종의 윗쪽 띠에는 2자씩으로 연결된 80여자의 범자가 새겨 있으며, 아래쪽 띠에는 연꽃 덩굴무늬가 새겨 있다. 범자무늬 아래에는 4곳에 정사각형의 유곽이 배치되었는데, 유곽은 덩굴무늬를 그려 만들었다. 유곽 안에는 9개의 도드라진 유두가 있으며, 유곽과 유곽 사이에는 삼존불이 양각되어 있다. 아래쪽 띠 위편에는 ‘건륭 41년’으로 시작되는 글이 있어, 조선 숙종 27년(1701년)에 만들었음을 알 수 있다.
이 종은 진주민란 때에 파열된 것을 수리하였다.

## 사진

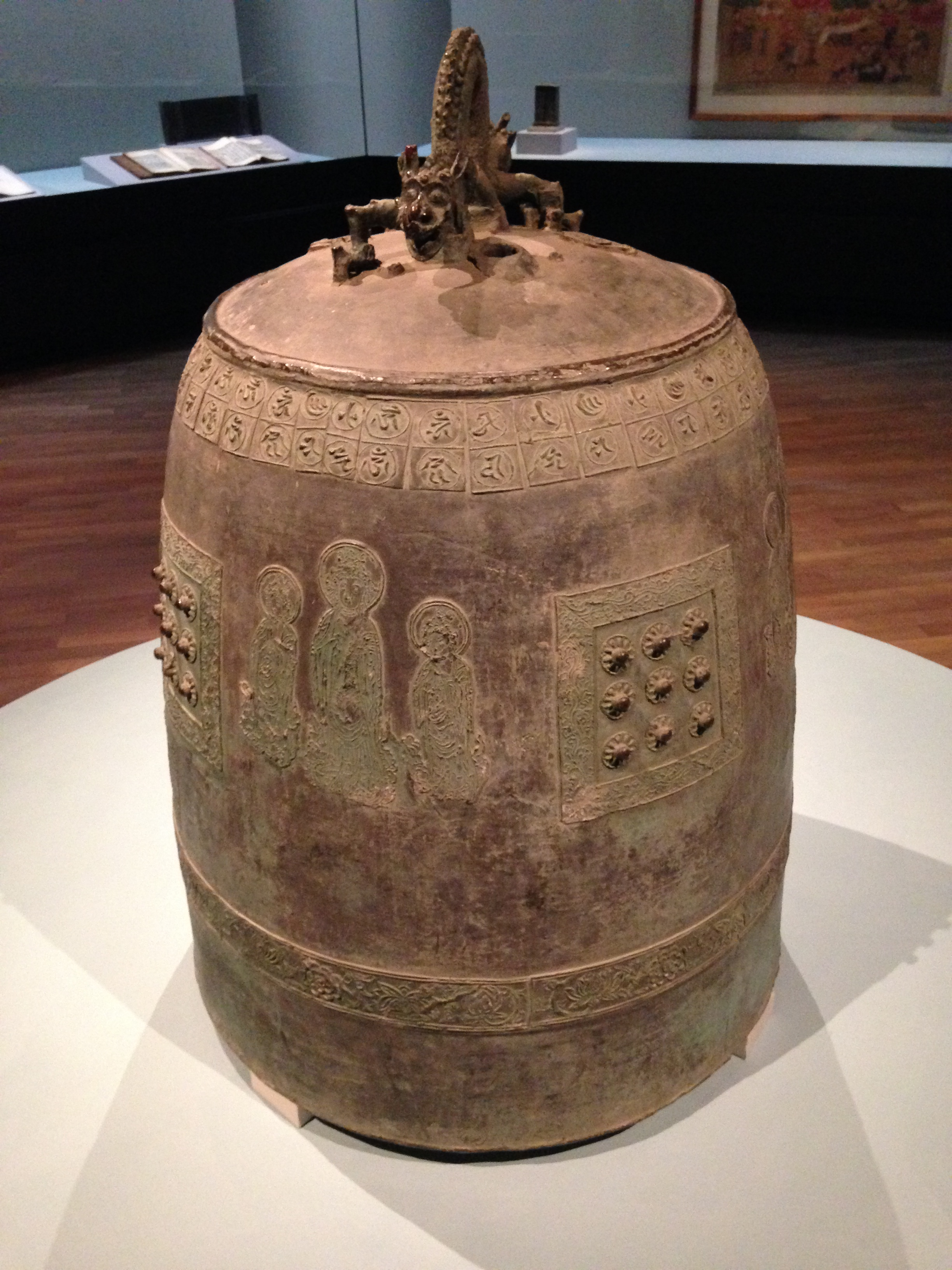
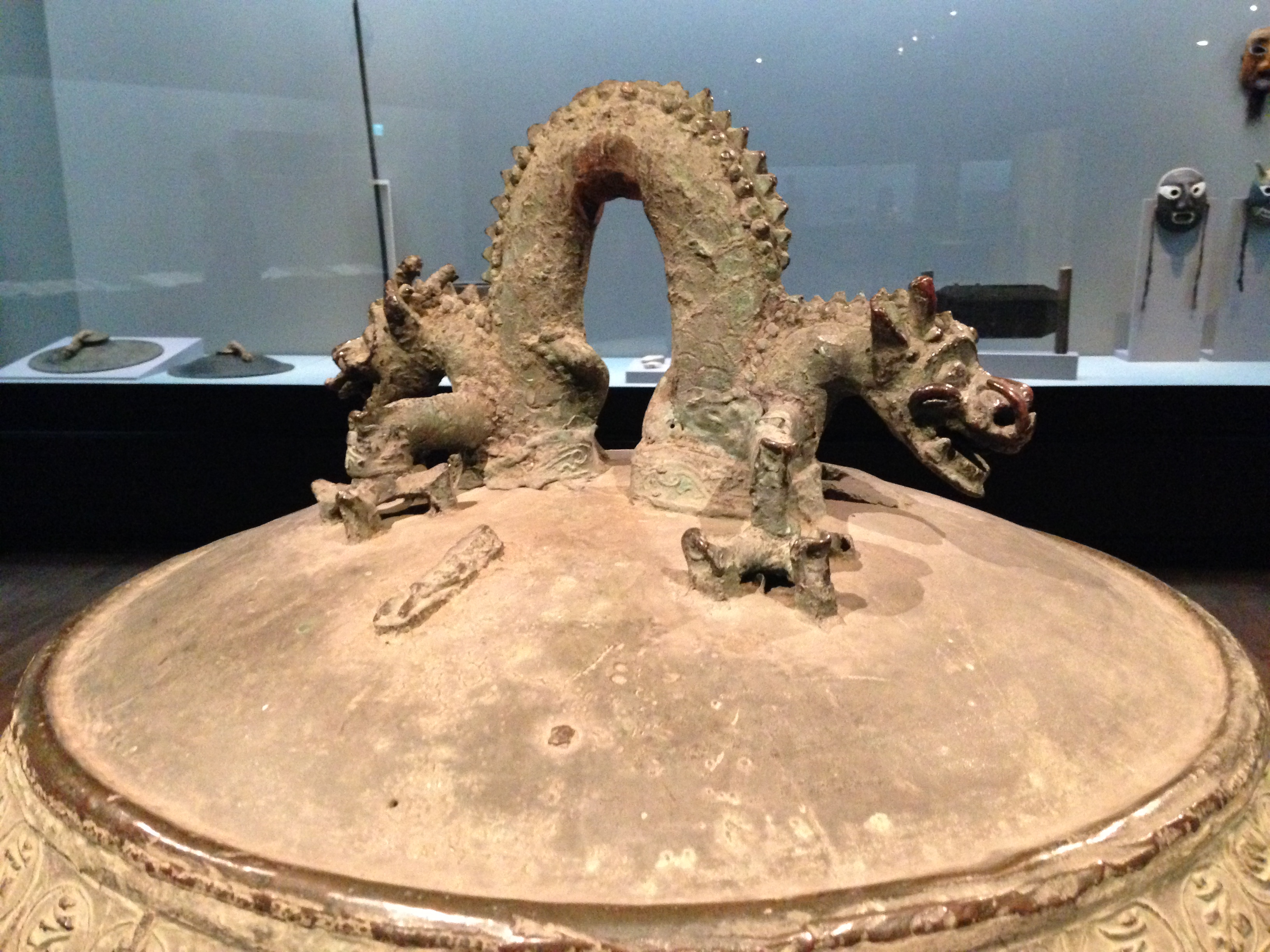

## 같이 보기
- 옥천사
- 건륭 - 청나라의 연호

## 참고 자료
- 고성 옥천사 동종 - 국가유산청 국가유산포털